# 鄭步蟾墓

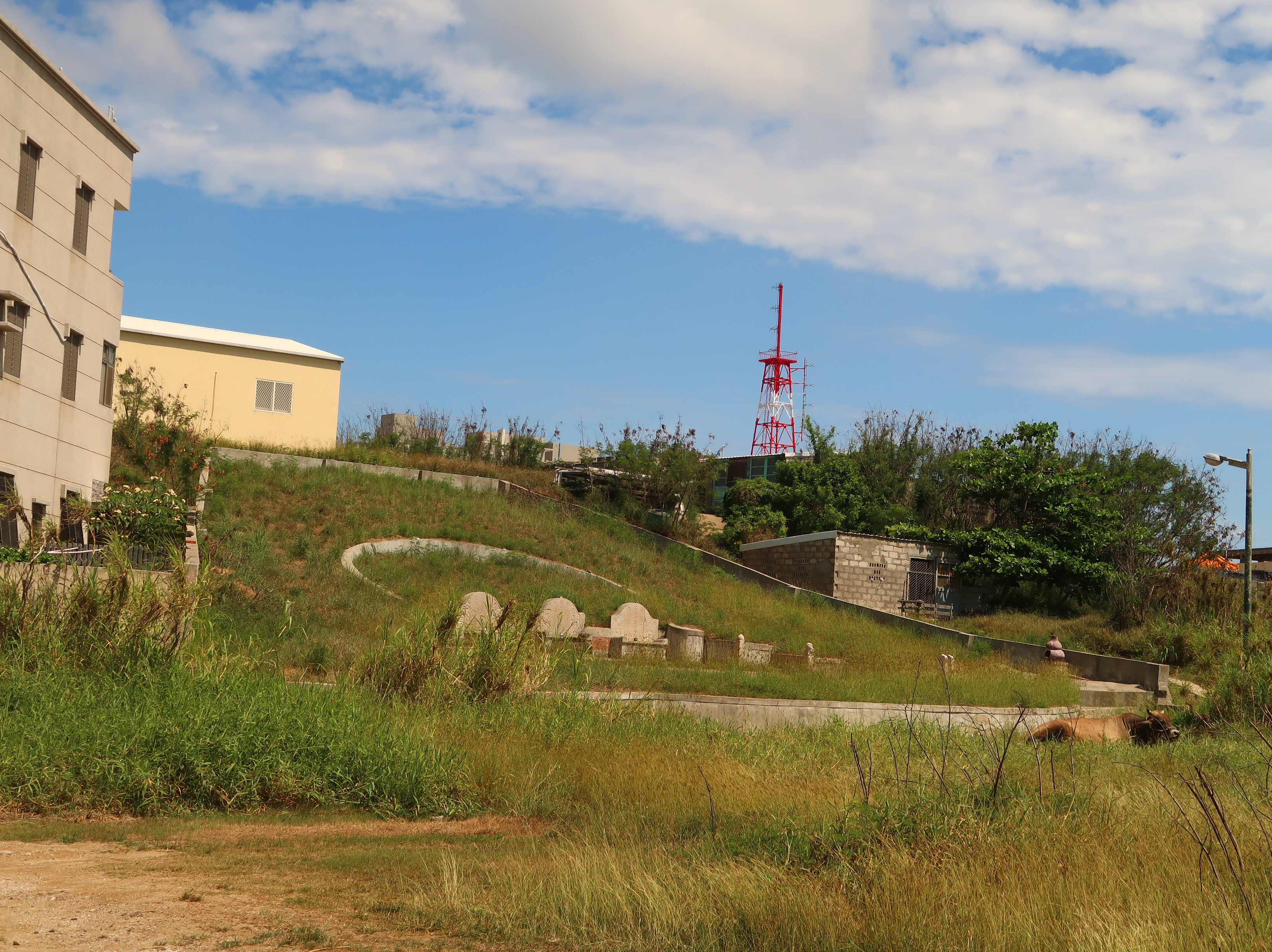
「媽宮舉人」鄭步蟾與兩位夫人之佳城

鄭步蟾墓，或鄭步蟾佳城、鄭步蟾塋地，泛稱舉人墓，因墓碑為白色花崗岩所製，居民俗稱白墓，地點位於台灣澎湖縣馬公市案山里，該墓啟用於清領時期的光緒六年（1880年），供奉三位墓主，分別為媽宮舉人鄭步蟾、正室夫人李安英（空坑）與側室夫人朱日春。

## 簡介
「媽宮舉人」鄭步蟾（1831年－1878年）為清領時期澎湖媽宮人士，曾於咸豐二年（1852年）間考取壬子科舉人，亦是澎湖當地著名文人，並曾出任澎湖文石書院山長，對地方文教貢獻良多，光緒四年（1878年）過世後，鄭步蟾在家中「打桶」（即停柩）兩年，直到光緒六年（1880年）才下葬於案山塋地（今馬公市案山里）。
鄭步蟾之墓坐落於今馬公市案山里兒童公園附近，墓身坐東向西，豎有三塊墓碑，墓碑皆採白色花崗岩為基底，中間是鄭步蟾的碑，北側則是正房李夫人（安英），妾室朱夫人（日春）位居南側。墓前屈手處，各設一對圓珠和石獅，山靈碑（土地公）則安置於墓園最北側。墓庭各有一對舉人的旗杆座，分頭刻寫「咸豐壬子科舉人」、「光緒六年仲春立」的文字。
鄭步蟾膝下有四子順利成年，前三子鄭祖堯、鄭祖模和鄭祖揚（即鄭子清）為正室夫人李安英所出，四子鄭祖年為側室夫人朱日春所出。光緒28年（1885年），清廷與日本帝國簽署〈馬關條約〉，福建台灣省正式被割讓予日本，四兄弟遂達成協議：長子鄭祖堯與四子鄭祖年舉家搬往福建廈門，二子鄭祖模和三子鄭祖揚則續留澎湖，故而鄭步蟾塋地係由鄭祖模和鄭祖揚的後代負責主理。

## 墓碑
鄭步蟾墓碑堂號「漳溪」，取原籍漳州龍溪之意，碑文：「皇清誥封朝議大夫顯考鄭公諱步蟾佳城」，「光緒庚辰年仲春之月吉旦」，「男祖（堯、楷、揚、季、儀）孫掄（昌、甲）等仝立石」，對聯：「垂裕後昆詒燕子」、「恢光先緒賴龍孫」。
正室李夫人墓碑堂號「漳溪」，碑文：「皇清誥封恭人三代顯妣鄭門李氏之壽域」，「光緒庚辰年仲春之月　吉旦」，「男祖（堯、模、揚、季、儀）孫掄（昌、甲）等仝立石」，對聯：「福如東海貞松茂」、「壽比中天寶婺輝」。惟李安英早卒於光緒四年戊寅（1876年）四月十九，卜葬於漳州府龍溪縣古縣社；故李氏於案山的塋地實為一空坑。
側室朱夫人墓碑堂號「漳溪」，碑文：「皇清誥封恭人四代顯妣鄭門朱氏之佳城」，「光緒貳拾年仲冬之月穀旦」，「男祖年孫允（臧、元、文）仝立石」，對聯：「牛眠卜兆多孫子」、「鶴駕追隨大丈夫」。

## 特色
- 澎湖早期文風不盛，綜觀清領時期澎湖廳獲取舉人功名者，包括「欽賜舉人」辛齊光與「開澎進士」蔡廷蘭在內，全澎湖具備「舉人」身份者僅有四名，其中媽宮社東甲便出了兩名舉人，分別是鄭步蟾和郭鶚翔（1839年－1907年）。[2][6]

- 鄭步蟾較郭鶚翔年長且早逝，郭鶚翔在光緒28年（1885年）間，清廷與日本簽訂〈馬關條約〉[5]，因不願接受日本統治之故，舉家搬遷至原籍（福建漳州），光緒33年（1907年）郭鶚翔在福建溘然長逝，亦安葬於斯[2]，鄭步蟾位於案山的墓園也成為全澎湖除了蔡廷蘭之外，唯二正式考取「舉人」功名的清代墓葬。[1][7]

## 圖輯

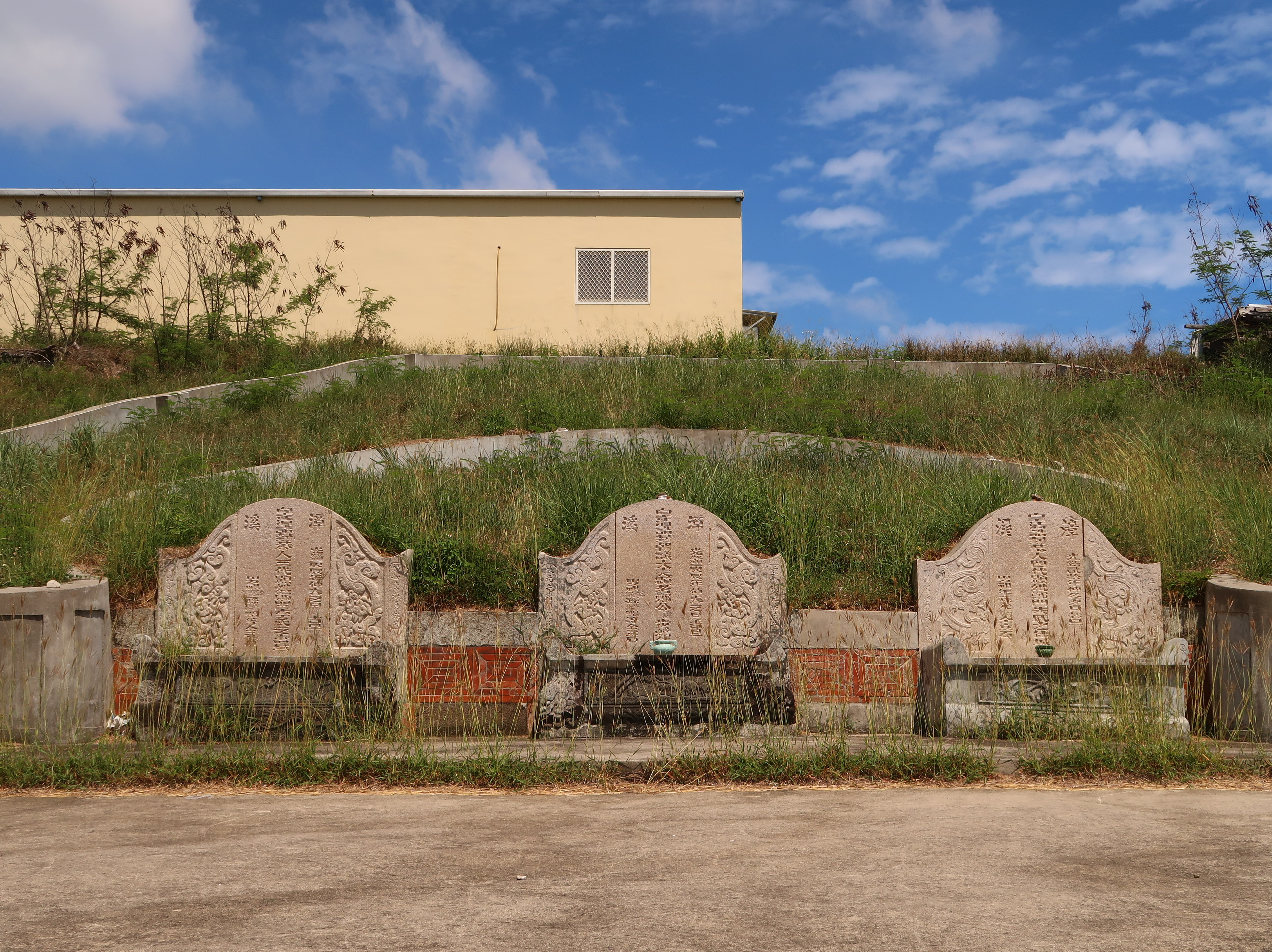
墓埕與堂地
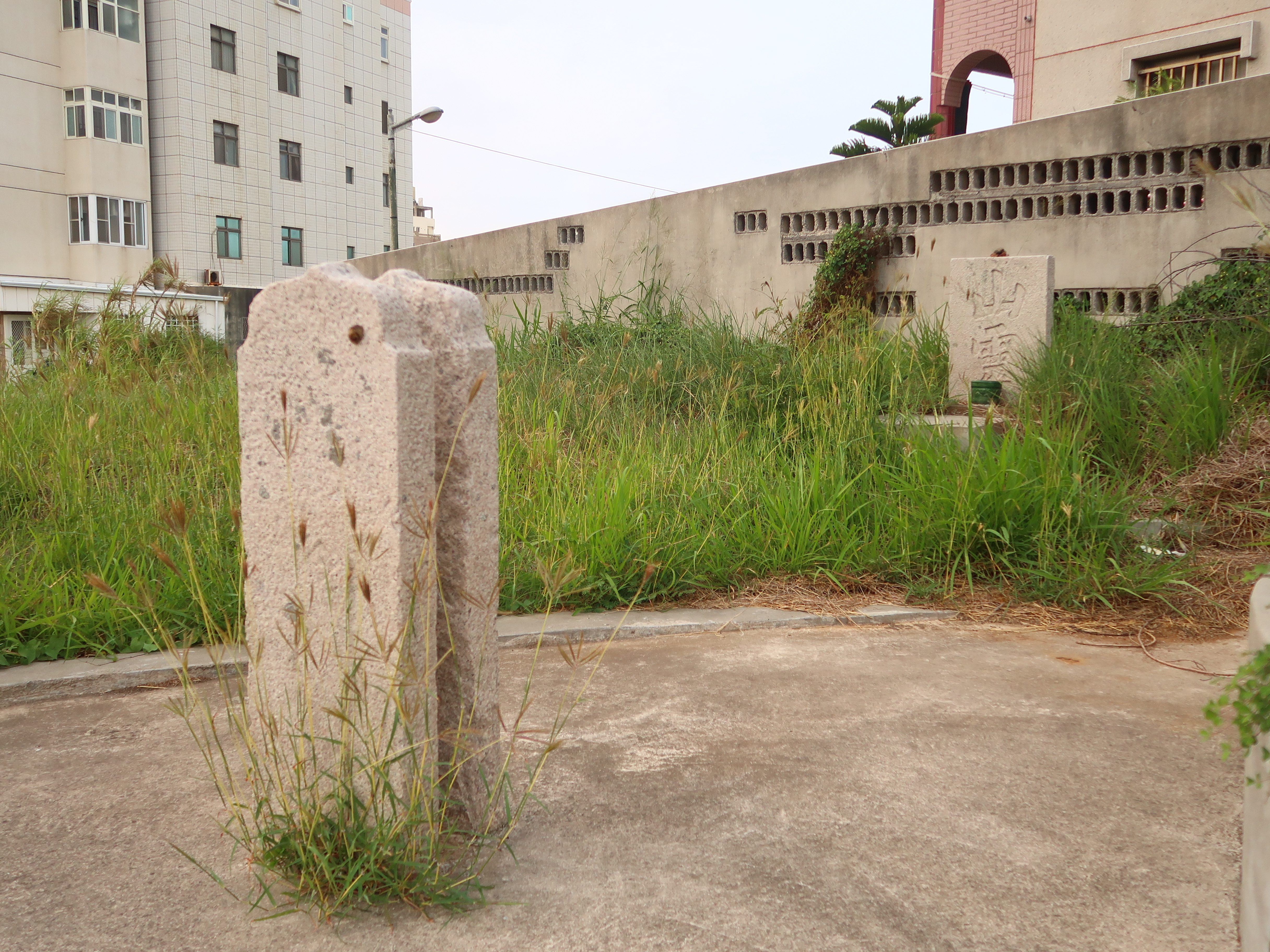
旗桿座（北）、山靈碑
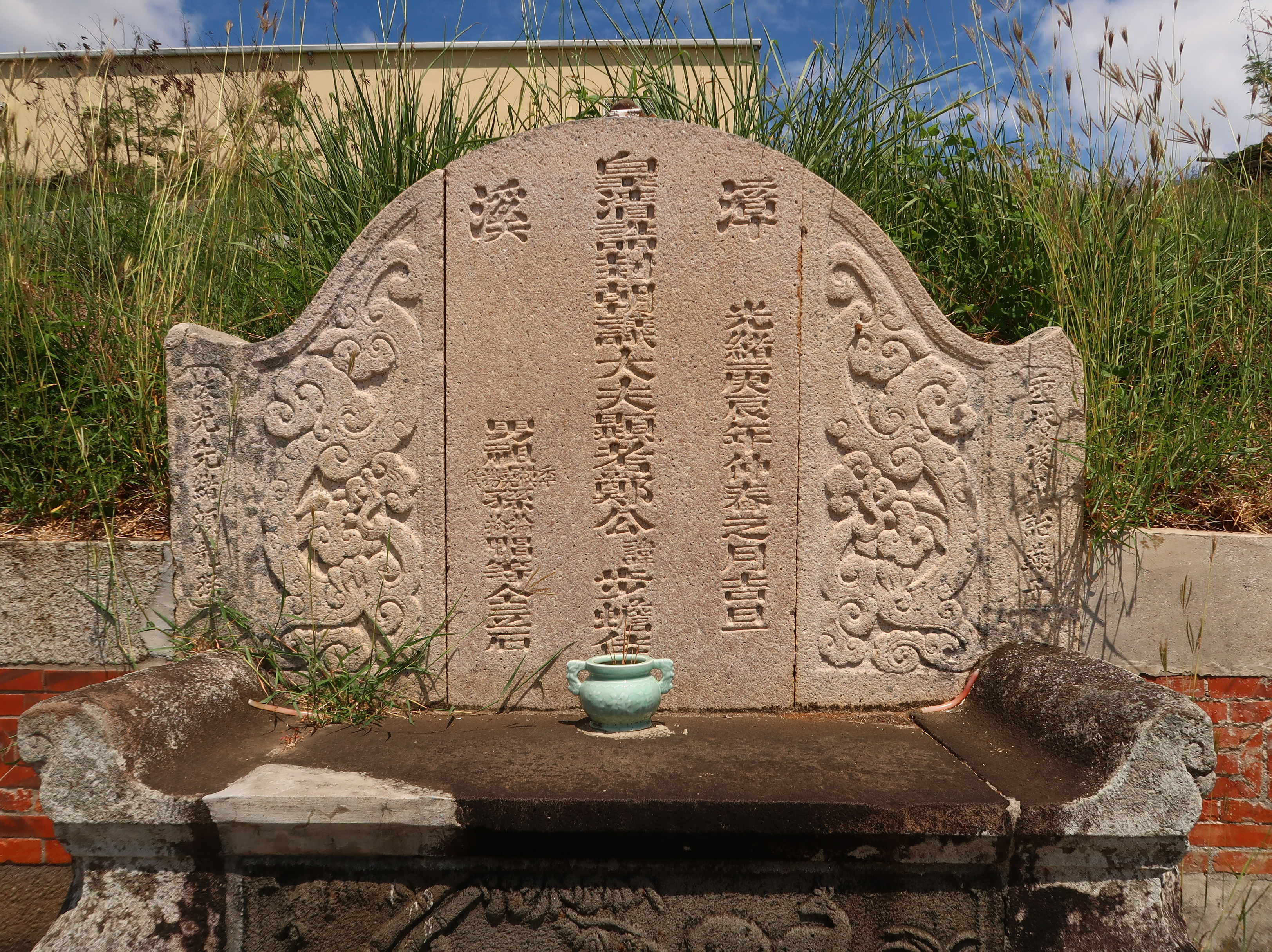
皇清誥封朝議大夫顯考鄭公諱步蟾佳城
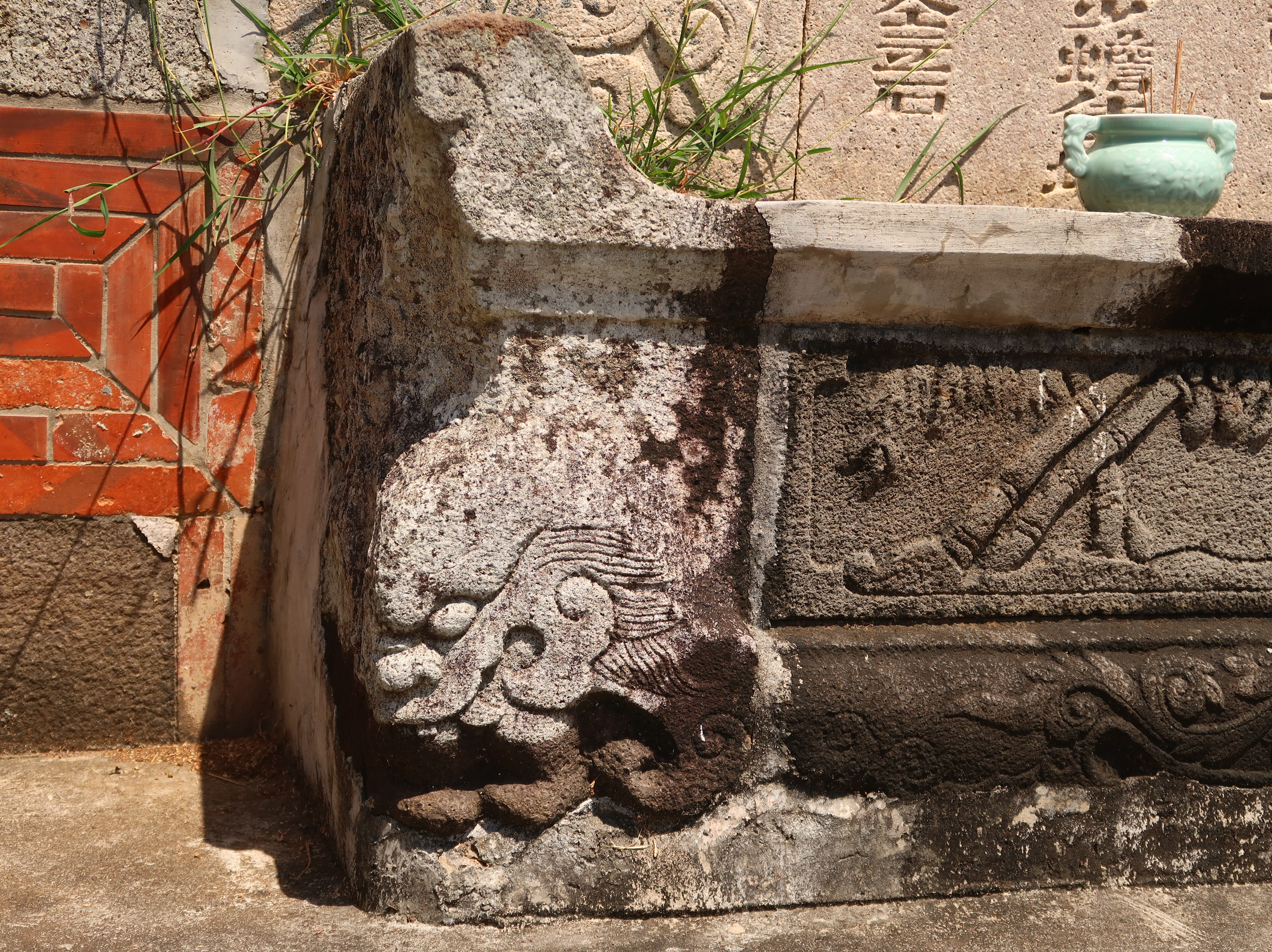
墓碑雕飾
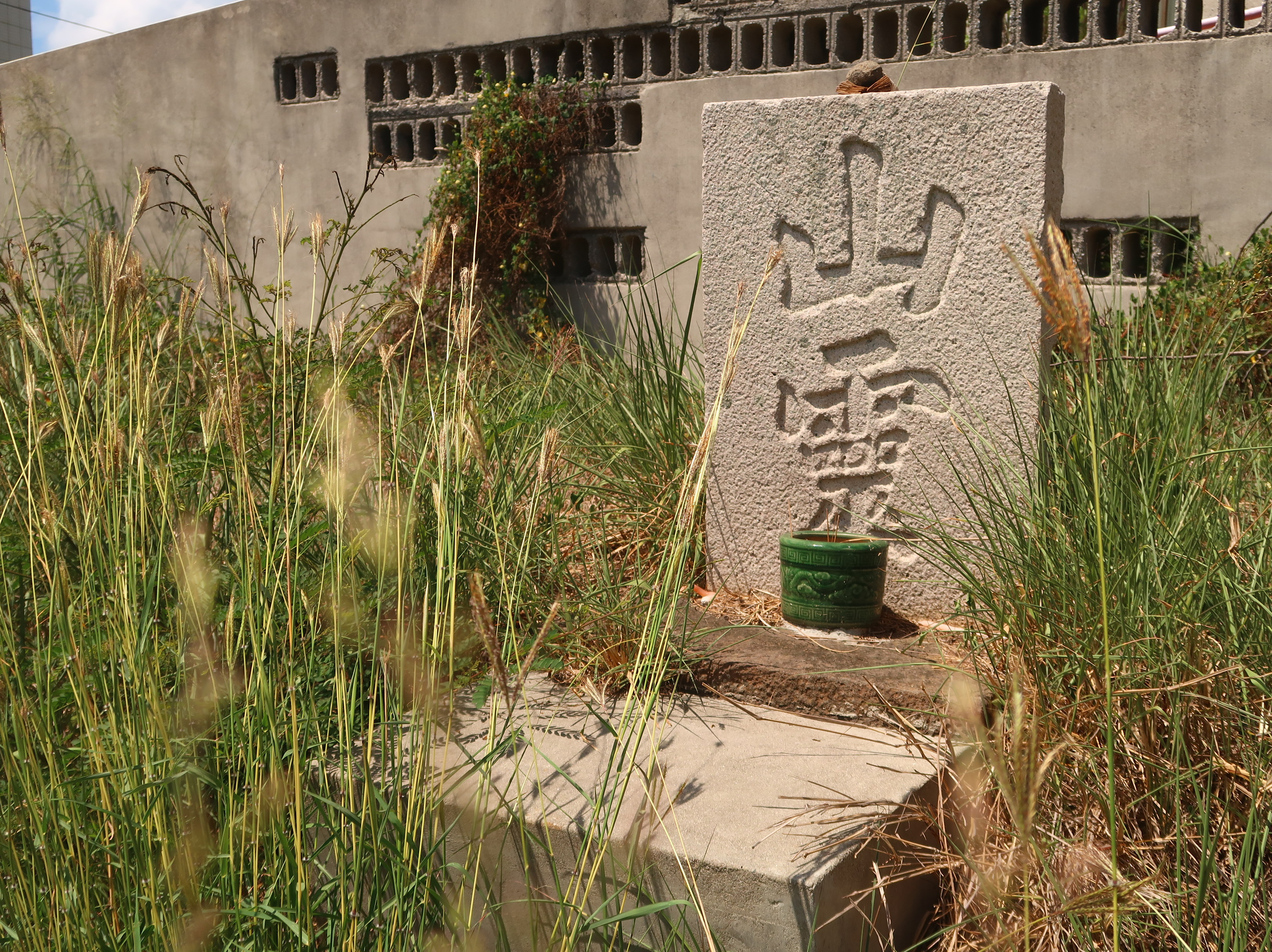
山靈碑
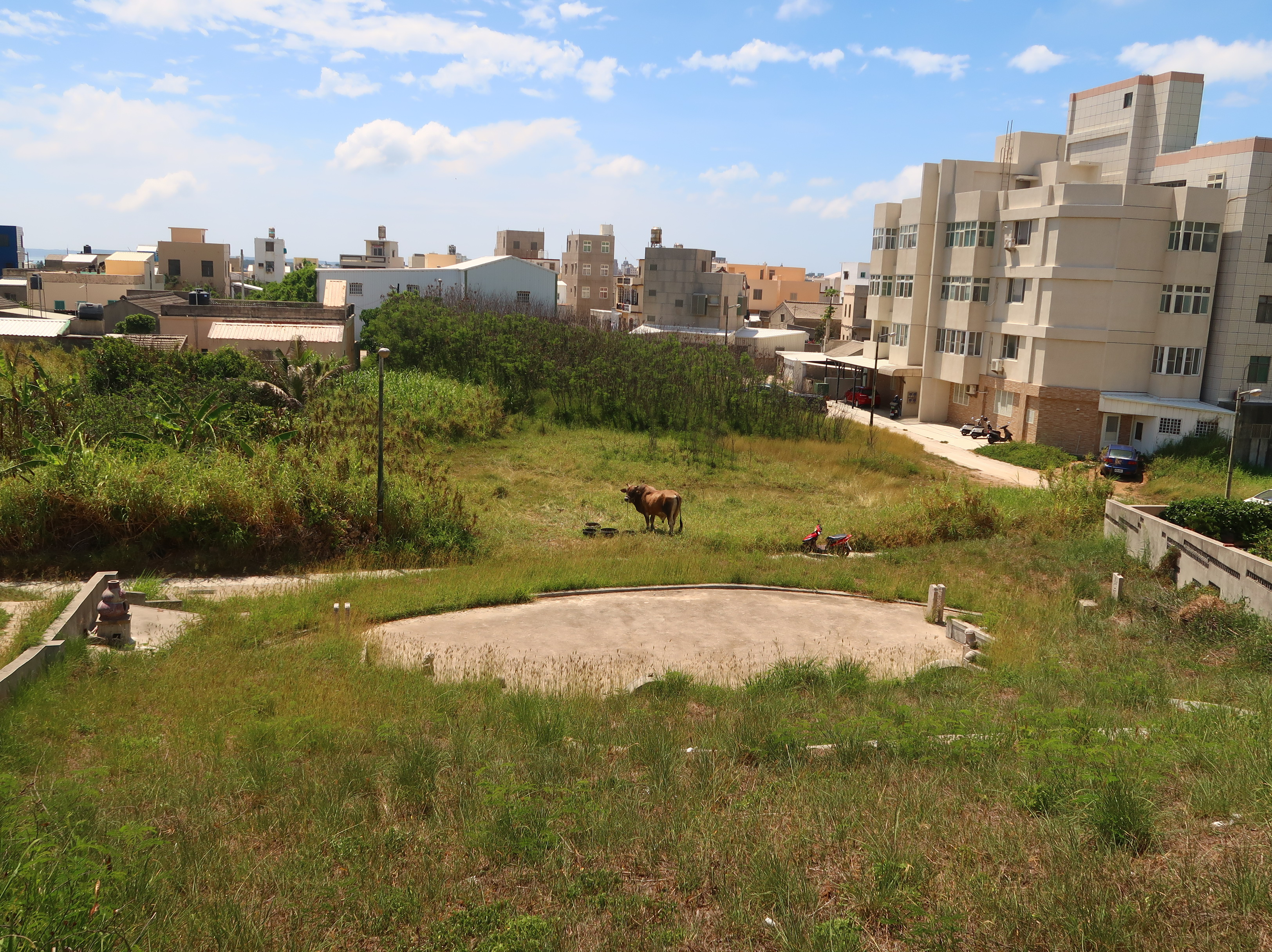
墓園俯視